# 95.ª Divisão de Infantaria (Alemanha)
A 95ª Divisão de Infantaria (em alemão:95. Infanterie-Division) foi uma unidade militar que serviu no Exército alemão durante a Segunda Guerra Mundial.

## Comandantes
| Comandante                                   | Data                                            |
| -------------------------------------------- | ----------------------------------------------- |
| Generalleutnant Hans-Heinrich Sixt von Arnim | 25 de setembro de 1939 - 8 de fevereiro de 1942 |
| Generalleutnant Eduard Aldrian               | 8 de fevereiro de 1942 - 1 de março de 1942     |
| Generalleutnant Hans-Heinrich Sixt von Arnim | 1 de março de 1942 - 10 de maio de 1942         |
| Generalleutnant Friedrich Zickwolff          | 10 de maio de 1942 - 6 de setembro de 1942      |
| Generalleutnant Friedrich Karst              | 6 de setembro de 1942 - 27 de setembro de 1942  |
| General der Infanterie Edgar Röhricht        | 27 de setembro de 1942 - 10 Dez 1943            |
| Generalmajor Gustav Gihr                     | 9 Dez 1943 - 27 de janeiro de 1944              |
| Desconhecido                                 | 27 de janeiro de 1944 - 2 de maio de 1944       |
| Generalmajor Herbert Michaelis               | 2 de maio de 1944 - 28 de junho de 1944         |
| Generalmajor Joachim-Friedrich Lang          | 30 de junho de 1944 - ?? de julho de 1944       |
| Reformada                                    |                                                 |
| Generalmajor Joachim-Friedrich Lang          | 10 de setembro de 1944 - 16 de abril de 1945    |

## Área de operações
| Frente Ocidental               | setembro de 1939 - maio de 1940    |
| França                         | maio de 1940 - dezembro de 1940    |
| Alemanha                       | dezembro de 1940 - janeiro de 1941 |
| Polônia                        | janeiro de 1941 - julho de 1941    |
| Frente Oriental, setor sul     | julho de 1941 - dezembro de 1942   |
| Frente Oriental, setor central | dezembro de 1942 - junho de 1944   |